# Литовцы в Уругвае

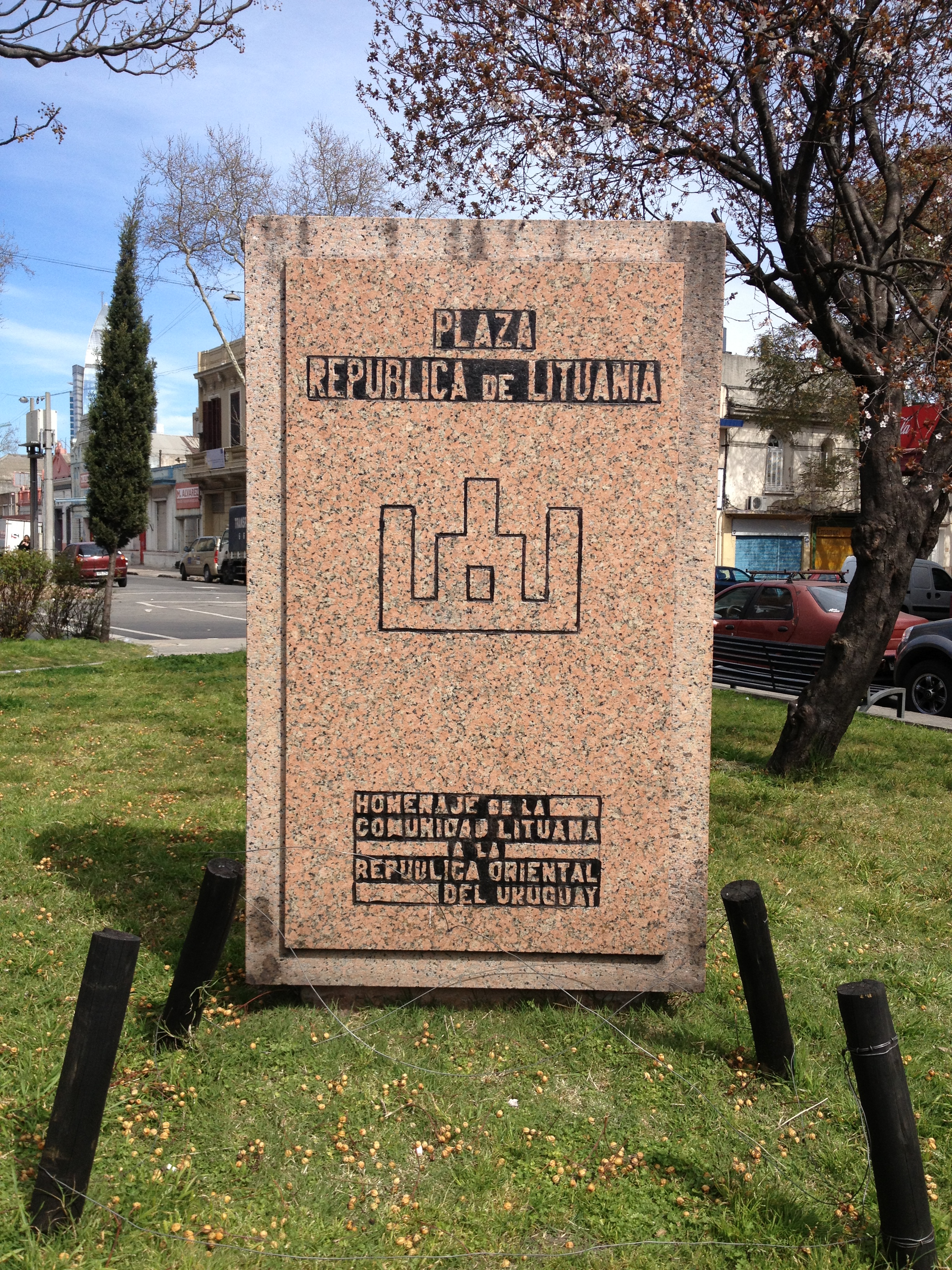
Мемориал на площади Литовской Республики в Монтевидео

Литовский уругвайец — это гражданин Уругвая, полностью или частично литовского происхождения.
Литовцы мигрировали в Уругвай в основном в 1920-х и 1930-х годах, в количестве, приблизительно, 10 000 человек. Они создавали свои собственные организации, такие как «Уругвайско-литовская культурная ассоциация», а так же газеты на литовском языке, в частности "Naujoji Banga". В Монтевидео также была основана литовская еврейская община.
В ходе Переписи населения Уругвая 2011 года 104 человека указали Литву как страну своего рождения.

## Внешние ссылки
1. Эль легадо де лос иммигрантес